# Extreme E
Extreme E war eine Rennserie für geländegängige Silhouettefahrzeuge mit Elektromotor, die von Alejandro Agag und Gil de Ferran initiiert wurde und ab April 2021 weltweit durchgeführt wurde. Das Ziel der Rennserie ist es, an besonders betroffenen Orten die bereits sichtbaren Folgen des Klimawandels zu veranschaulichen. Außerdem hat sie sich die Gleichstellung der Geschlechter als Ziel gesetzt, ein Team besteht immer aus einem weiblichen und einem männlichen Fahrer. Zugunsten der neuen Nachfolge-Rennserie Extreme H, die wasserstoffbetriebene Fahrzeuge verwendet, wird die Extreme E nach der Saison 2024 nicht fortgeführt.

## Fahrzeuge

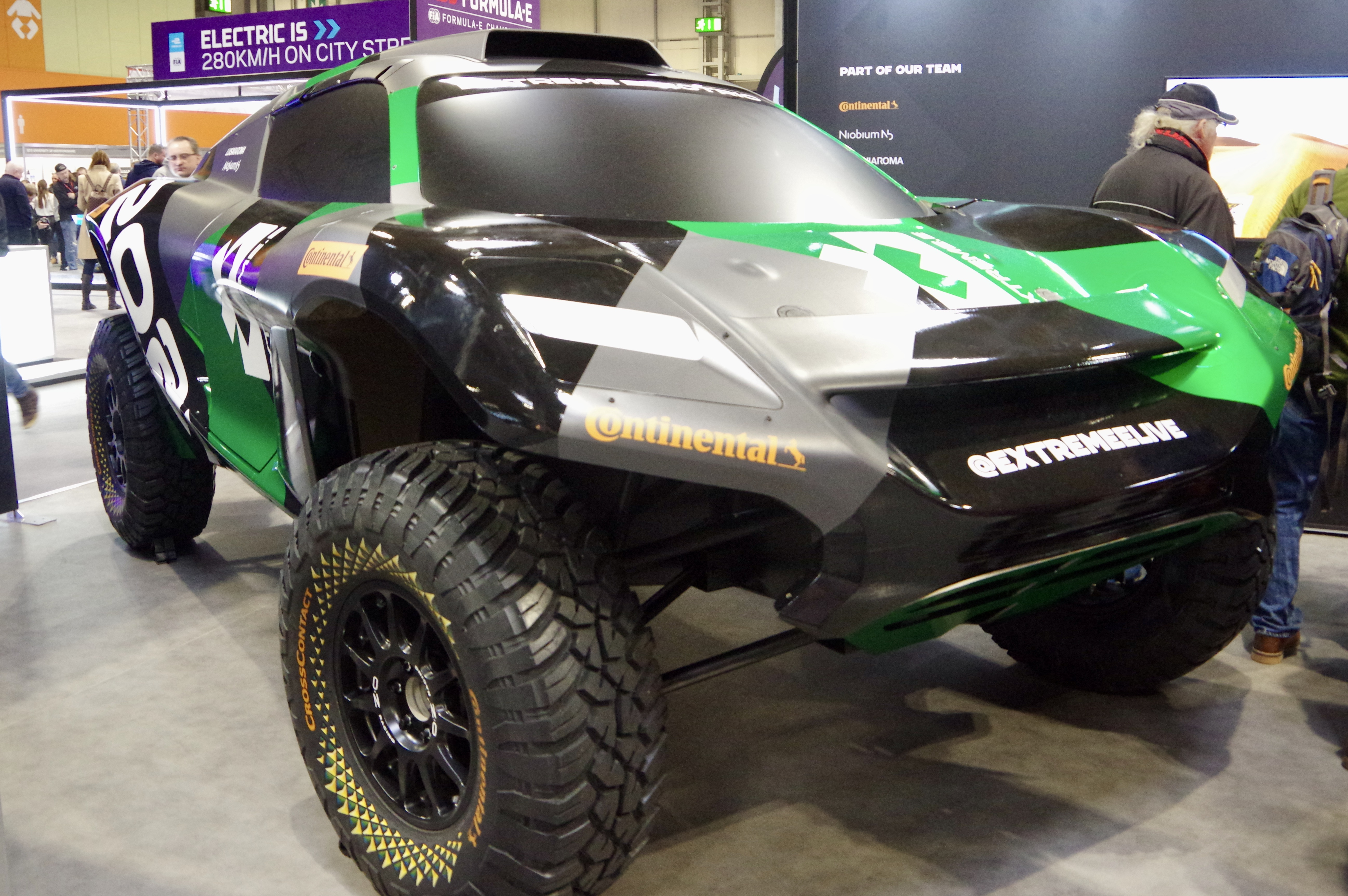
Odyssey 21, das Einheitsfahrzeug der Extreme E

In der Extreme E treten alle Teams mit dem gleichen Fahrzeug an. Die von der Firma Spark Racing Technology gebauten und Odyssey 21 genannten Fahrzeuge werden von zwei Elektromotoren angetrieben, die maximal 500 kW (680 PS) leisten dürfen und entweder von den Organisatoren erworben werden oder von interessierten Herstellern selbst entwickelt werden können. Die Spezifikation der Antriebe entspricht dabei denen der FIA-Formel-E-Weltmeisterschaft. Der Akkumulator der Fahrzeuge ist ein Einheitsbauteil und stammt von McLaren Electronic Systems, einer Tochterfirma der McLaren Group.
Die 2,30 Meter breiten und 1780 kg schweren Fahrzeuge beschleunigen in 4,5 Sekunden von 0 auf 100 km/h und bewältigen Steigungen bis zu 130 Prozent.
Die Hersteller und Teams dürfen die Karosserie des Autos selbst gestalten, damit sie sich optisch von der Konkurrenz abheben.
Die Reifen der Fahrzeuge stammen vom Einheitslieferanten Continental.

## Rennorte

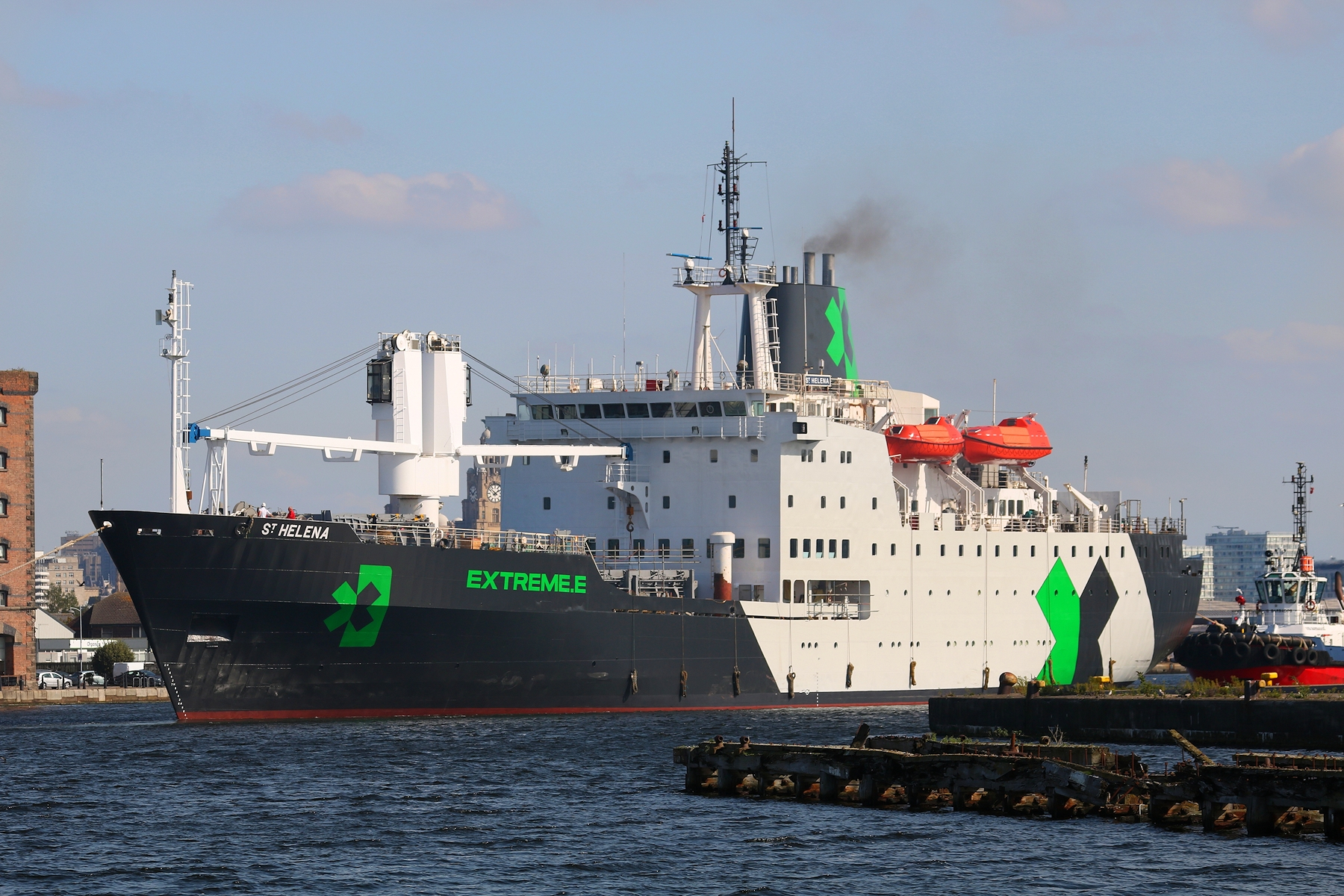
Das Schiff St. Helena im Jahr 2020 im Extreme E-Design

Die Rennen werden an verschiedenen Orten auf der Erde ausgetragen. Allen Orten gemeinsam ist, dass hier bereits konkret die Auswirkungen des Klimawandels sichtbar sind. Als Rennorte für die Debütsaison wurden die Arktis, der Himalaya, die Sahara, der Amazonas-Regenwald und eine Insel im Indischen Ozean angekündigt. Bei jedem der Rennen wird dabei der Fokus auf bestimmte Folgen des Klimawandels oder Umweltschutzthemen gelegt, darunter schmelzende Eiskappen, Gletscherschmelze, Desertifikation, Entwaldung und Plastikmüll in den Ozeanen sowie der Anstieg der Meeresspiegel.
Um die Rennorte zu erreichen, werden Fahrzeuge, Ausrüstung und Personal unter der Leitung von David Mayer de Rothschild mit dem ehemaligen britischen Postschiff St. Helena transportiert, das als schwimmendes Fahrerlager fungiert. Hierfür wird das Schiff zunächst renoviert und modernisiert. Der Transport wird klimaneutral erfolgen, dafür soll das Schiff dank eines Segels eine Geschwindigkeit von sieben Knoten ohne eigenen Antrieb erreichen und insgesamt 50 Prozent weniger Kraftstoff verbrauchen.

## Ablauf eines Rennens
Die Etappen sollen zwischen sechs und zehn Kilometer lang sein. Die Fahrer müssen dabei mehrere virtuelle Tore durchfahren.
Die Rennen werden in Turnierform auf Offroad-Kursen ausgetragen. In den ersten beiden Saisons traten die Teams zunächst in zwei Qualifyings in je zwei Gruppen gegeneinander an. Die vier Erstplatzierten der beiden zusammenaddierten Qualifyings zogen in das Halbfinale ein, die übrigen fünf Fahrerteams traten im Crazy Race gegeneinander an. Die ersten drei des Halbfinales zogen dann ins Finale ein, wo sie auf die ersten beiden Fahrerpaarungen des Crazy Race trafen.
Ab der dritten Saison fahren die Teams in beiden Qualifyings direkt und gleichzeitig auf der Rennstrecke gegeneinander. Die Punkte aus dem ersten Qualifying sind dabei maßgebend für die Aufstellung im zweiten. Die fünf letzten Teams aus den beiden Qualifikationsrunden treten im sogenannten Redemption Race gegeneinander an, können aber nicht mehr ins Finale kommen. Das bisherige Halbfinale entfällt. Bei Punktegleichstand entscheidet die Continental Traction Challenge, einem Teilstück der Rennstrecke, das besonders schnell zu durchfahren ist, über den Sieg.

## Teams und Fahrer
Die Teams müssen sich gleichberechtigt aus weiblichen und männlichen Fahrern zusammensetzen. Fahrerin und Fahrer treten gemeinsam die Zwei-Runden-Rennen an und wechseln nach einer Runde die Position hinter dem Lenkrad. Die Extreme E ist die erste Rennserie, die ein solches Konzept verfolgt.

## Meister
| Jahr | Meister                                        | Punkte | Zweiter                                        | Punkte | Dritter                       | Punkte | Meister Teams          | Punkte |
| ---- | ---------------------------------------------- | ------ | ---------------------------------------------- | ------ | ----------------------------- | ------ | ---------------------- | ------ |
| 2021 | Molly Taylor Johan Kristoffersson              | 133    | Cristina Gutiérrez Sebastien Loeb              | 121    | Catie Munnings Timmy Hansen   | 103    | Rosberg Extreme Racing | 155    |
| 2022 | Cristina Gutiérrez Sebastien Loeb              | 73     | Mikaela Åhlin-Kottulinsky Johan Kristoffersson | 68     | Laia Sanz Carlos Sainz senior | 60     | X44                    | 86     |
| 2023 | Mikaela Åhlin-Kottulinsky Johan Kristoffersson | 159    | Laia Sanz Mattias Ekström                      | 144    | Molly Taylor Kevin Hansen     | 103    | Rosberg Extreme Racing | 182    |

## Berichterstattung
Unter anderem wegen der fehlenden Infrastruktur am Rennort war die Rennserie in der Planungsphase nicht als Live-Event geplant. Die Ausstrahlung der Rennen sollte erst nach dem Saisonende stattfinden, alle Teilnehmer sollten Verschwiegenheitserklärungen unterzeichnen, dass sie die Rennergebnisse bis dahin geheim hielten.
Der Filmregisseur Fisher Stevens sollte als künstlerischer Leiter der Rennserie fungieren und eine mehrteilige Dokumentation der Rennen produzieren, die im Oktober und November eines jeden Jahres über einen Zeitraum von fünf Wochen ausgestrahlt werden sollten. In der Debütsaison sollten zehn Episoden entstehen.
Diese Pläne wurden später jedoch überarbeitet. Die Rennen der Serie werden nun doch live im Fernsehen und per Live-Streaming übertragen. Hierfür werden unter anderem Multicopter eingesetzt, um die fehlende Infrastruktur auszugleichen. Die Dokumentation wurde hingegen auf drei Teile verkürzt, diese wird gemeinsam mit dem National Geographic Channel produziert.

## Sonstiges
Die Rennserie wird zur Energieerzeugung an den Austragungsorten vom britischen Unternehmen AFC Energy entwickelte Wasserstoff-Sauerstoff-Brennstoffzellen verwenden. Somit ist eine klimaneutrale Stromproduktion trotz fehlender Infrastruktur vor Ort gewährleistet.
Hierfür wird mittels tragbarer Solarzellen vor den Veranstaltungen Wasserstoff per Wasserelektrolyse erzeugt. Da für ein Event zwischen 0,9 und 1,2 Megawattstunden Energie benötigt werden, kalkuliert die Rennserie mindestens zehn Tage zur Wasserstoffherstellung vor Ort ein. Die mit der Brennstoffzelle gewonnene Energie wird in einem Energiespeicher gepuffert. Anschließend werden die Fahrzeuge mit einem 40-kW-Ladegerät aufgeladen. Die Aufladung der 55-kWh-Batterie dauert rund anderthalb Stunden.